# Harry Potter and the Escape from Gringotts
Harry Potter and the Escape from Gringotts in den Universal Studios Florida (Florida, USA) ist eine Stahlachterbahn des Herstellers Intamin, die am 8. Juli 2014 eröffnet wurde. Das Besondere an dieser Achterbahn ist, dass sie innerhalb eines Gebäudes gebaut wurde, womit sie zur Kategorie der Dunkelachterbahnen zählt. Aufgrund der umfangreichen Thematisierung und weniger achterbahnähnlichen Fahrelementen, zählt sie außerdem als Themenfahrt.

## Züge
Harry Potter and the Escape from Gringotts besitzt neun Züge mit jeweils zwei Wagen. In jedem Wagen können zwölf Personen (drei Reihen à vier Personen) Platz nehmen.

## Bilder

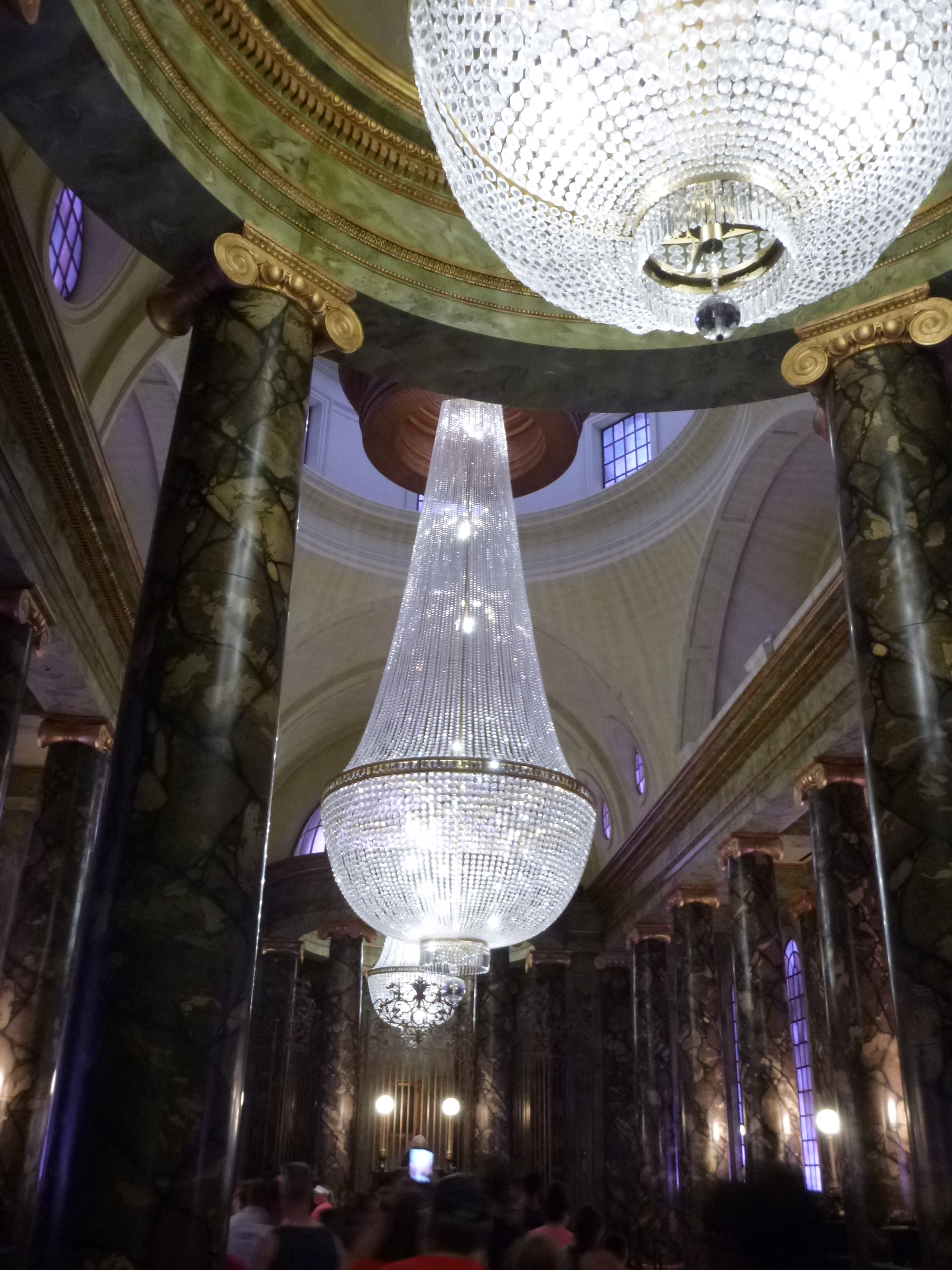
Warteschlange
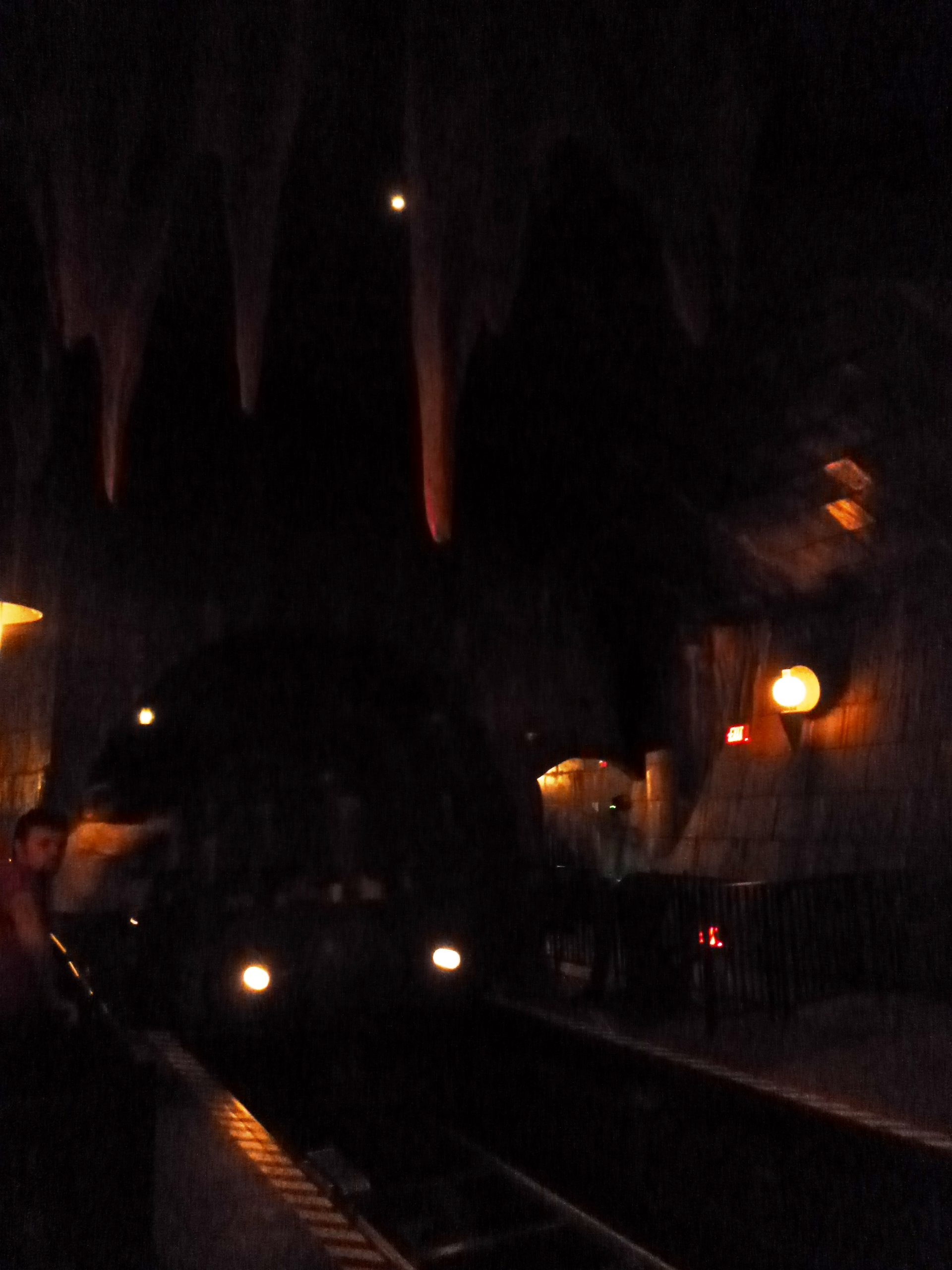
Station